# Gare de Mirepoix
La gare de Mirepoix est une ancienne gare ferroviaire française (1898-1973) de la ligne de Pamiers à Limoux, située sur le territoire de la commune de Mirepoix, dans le département de l'Ariège, en région Occitanie.

## Situation ferroviaire
Établie à 311 mètres d'altitude, la gare de Mirepoix est située au point kilométrique (PK) 89,365 de la ligne de Pamiers à Limoux, entre l'ancienne halte de Coutens et l'ancienne gare de Moulin-Neuf.

## Histoire
La construction de la ligne de Pamiers à Limoux débute en 1892, elle est mise en service le 1er janvier 1898 pour le tronçon de Mirepoix à Limoux, puis le 20 novembre 1898 pour le tronçon de Pamiers à Mirepoix. La gare de Mirepoix étant dépourvue de plaque tournante, les convois repartent en marche arrière jusqu'à la gare de Moulin-Neuf. Ce manque de matériel engendre la disparition du tronçon Pamiers-Mirepoix en 1939. Des créneaux horaires inadaptés et la conséquence de la seconde Guerre mondiale amène une baisse constante du trafic, les trains de voyageurs sont supprimés en 1943 et seul subsiste un aller et retour quotidien pour les marchandises. Le fret de marchandises cesse le 16 décembre 1973,.
En 1986, l'ancien bâtiment de marchandises est rénové par la municipalité. En 2016, après une mise aux normes pour la sécurité des usagers et la restructuration de l'espace pour un montant de 700 856 €, la halle aux marchandises de l'ancienne gare est inaugurée avec une salle polyvalente et de spectacle dont le nom est dédié à Paul Dardier, ancien élu municipal étant à l'origine de la dynamique festive de la ville. Elle est notamment utilisée chaque année pour le festival de marionnettes MiMa.
En 2016, l'ancienne gare est le point de départ d'un circuit de randonnée du « chemin ferroviaire de la vallée de l'Hers » en direction de Pamiers d'une longueur de 23 km.